# Oytier-Saint-Oblas
Oytier-Saint Oblas est une commune française située dans le département de l'Isère, en région Auvergne-Rhône-Alpes.
La commune fait partie de l'aire urbaine de Lyon.

## Géographie

### Situation et description
Positionnée entre les villes de Vienne et de Bourgoin-Jallieu, dans la partie septentrionale du département de l'Isère, Oytier-Saint-Oblas se présente comme un village à l'aspect fortement rural situé à 25 km au sud-est de Lyon.

### Communes limitrophes
|         | Saint-Just-Chaleyssin |                            |
| Septème | Oytier-Saint-Oblas    | Saint-Georges-d'Espéranche |
|         | Moidieu-Détourbe      |                            |

### Climat
Pour des articles plus généraux, voir Climat d'Auvergne-Rhône-Alpes et Climat de l'Isère.
En 2010, le climat de la commune est de type climat océanique altéré, selon une étude du Centre national de la recherche scientifique s'appuyant sur une série de données couvrant la période 1971-2000. En 2020, Météo-France publie une typologie des climats de la France métropolitaine dans laquelle la commune est dans une zone de transition entre le climat semi-continental et le climat de montagne et est dans la région climatique  Moyenne vallée du Rhône, caractérisée par un bon ensoleillement en été (fraction d’insolation > 60 %), une forte amplitude thermique annuelle (4 à 20 °C), un air sec en toutes saisons, orageux en été, des vents forts (mistral), une pluviométrie élevée en automne (250 à 300 mm). 
Pour la période 1971-2000, la température annuelle moyenne est de 11,9 °C, avec une amplitude thermique annuelle de 18 °C. Le cumul annuel moyen de précipitations est de 916 mm, avec 9,4 jours de précipitations en janvier et 6,2 jours en juillet. Pour la période 1991-2020, la température moyenne annuelle observée sur la station météorologique de Météo-France la plus proche, « Luzinay », sur la commune de Luzinay à 6 km à vol d'oiseau, est de 12,7 °C et le cumul annuel moyen de précipitations est de 928,1 mm,. Pour l'avenir, les paramètres climatiques de la commune estimés pour 2050 selon différents scénarios d'émission de gaz à effet de serre sont consultables sur un site dédié publié par Météo-France en novembre 2022.

### Hydrographie
Le territoire de la commune est traversé la Véga, petit cours d'eau, sous-affluent du Rhône.

## Urbanisme

### Typologie
Au 1er janvier 2024, Oytier-Saint-Oblas est catégorisée commune rurale à habitat dispersé, selon la nouvelle grille communale de densité à sept niveaux définie par l'Insee en 2022.
Elle est située hors unité urbaine. Par ailleurs la commune fait partie de l'aire d'attraction de Lyon, dont elle est une commune de la couronne,. Cette aire, qui regroupe 397 communes, est catégorisée dans les aires de 700 000 habitants ou plus (hors Paris),.

### Occupation des sols
L'occupation des sols de la commune, telle qu'elle ressort de la base de données européenne d’occupation biophysique des sols Corine Land Cover (CLC), est marquée par l'importance des territoires agricoles (68,5 % en 2018), en diminution par rapport à 1990 (73,5 %). La répartition détaillée en 2018 est la suivante : 
terres arables (43,9 %), forêts (22,6 %), prairies (15,9 %), zones agricoles hétérogènes (8,8 %), zones urbanisées (5,9 %), mines, décharges et chantiers (2,8 %), zones industrielles ou commerciales et réseaux de communication (0,2 %). L'évolution de l’occupation des sols de la commune et de ses infrastructures peut être observée sur les différentes représentations cartographiques du territoire : la carte de Cassini (XVIIIe siècle), la carte d'état-major (1820-1866) et les cartes ou photos aériennes de l'IGN pour la période actuelle (1950 à aujourd'hui).

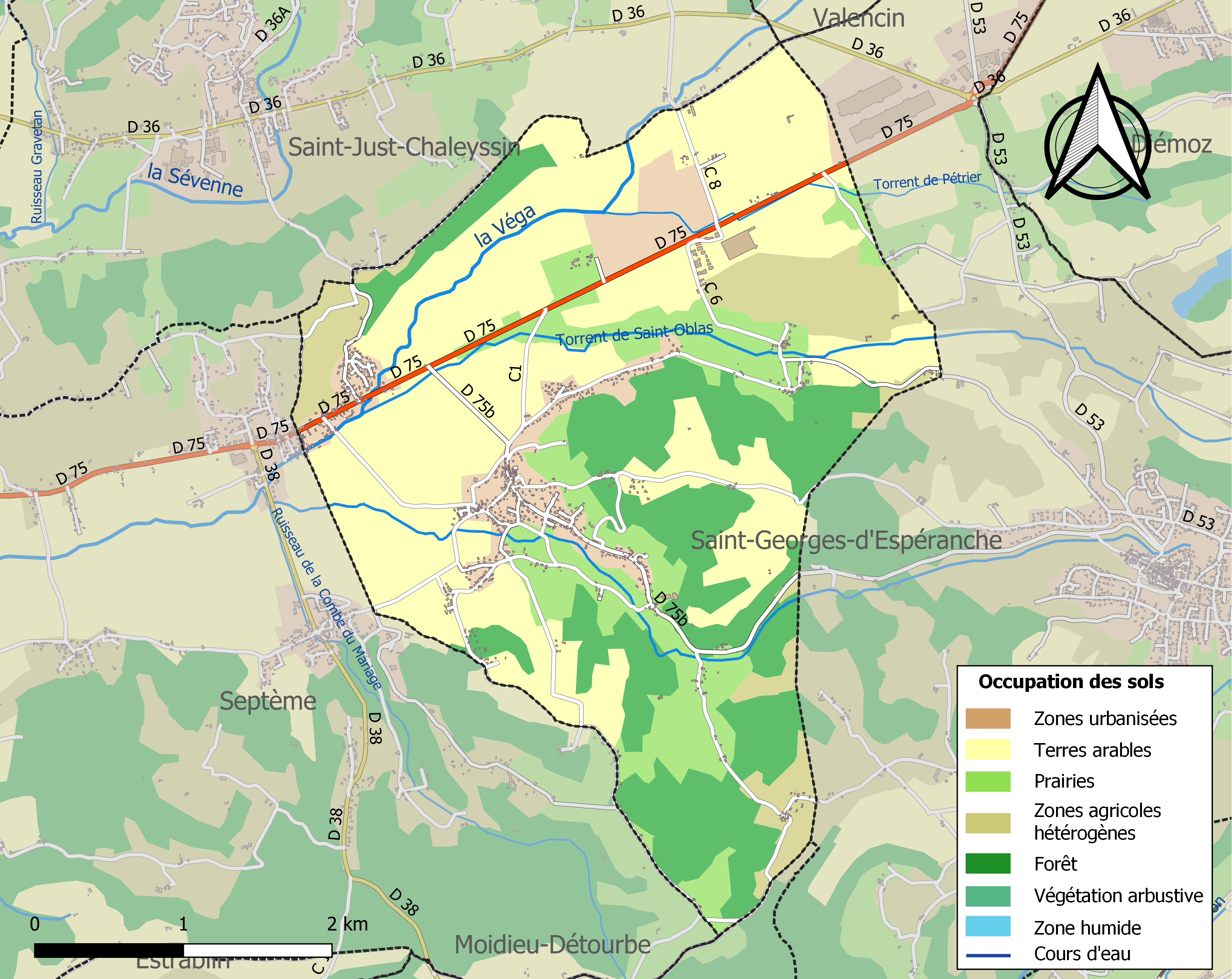
Carte des infrastructures et de l'occupation des sols de la commune en 2018 (CLC).

## Toponymie
Oytier (Octavum) se trouve être l'une des stations se situant sur la voie romaine qui allait de  Vienne (en Isère), à Milan par les Alpes. Cette voie était jalonnée par les bornes-stations de Septème, Oytier, Diémoz, dont les noms indiquent l'emplacement des septième, huitième (ad Octavum lapidem) et douzième milles à partir de Vienne.

## Histoire

### Préhistoire et Antiquité
Oytier est l'une des stations de la voie romaine Vienne / Milan jalonnée par les bornes milliaires de Septème, Oytier, Diémoz, (septième, huitième et douzième milles à partir de Vienne) comme on le voit sur la Table de Peutinger.
Pendant l'hiver 1952-1953, les archéologues découvrent les premières traces archéologiques datant l'ère romaine et des vestiges d'une villa gallo-romaine. Cette villa avait des fresques dans un très bon état de conservation.
En 1956, de nouveaux vestiges ont été découverts (lors de travaux) et ont révélé la présence d'un réseau de canalisations en béton appelés hypocaustes.
En 1967, des tuiles romaines (tégula) ont également été découvertes (faisant penser à la présence d'une importante fabrique de tuiles) au hameau du Vilnin. Lors des années suivantes, des marbres sculptés et des pièces de monnaie ont également refait surface.

### Moyen-Âge
Du Moyen Âge jusqu'au début de ce siècle, l'artisanat était bien présent, notamment par le travail de l'argile, représenté par les potiers et les tuiliers. Une maison possède également une petite chapelle, dont le chœur en cul-de-four borde la route de Saint-Georges-d'Espéranche. C'est la chapelle des potiers.
La chapelle de Saint-Jean du Péage-de-Oytier doit, d'après la légende, son existence à un seigneur du Péage, un de ces chevaliers qui revenaient de terre sainte, qui fit le vœu de construire une chapelle s'il arrivait sain et sauf des croisades. 
Cette chapelle attirait chaque année à la fête de la Saint-Jean de Noël, une foule de pèlerins qui venaient de fort loin vénérer le grand saint dont les restes reposent encore dans l'autel même. Dans l'autel se trouve aussi une mitre en bois qui confirme que ce saint était un évêque ou un abbé mitré.

## Politique et administration

### Liste des maires
| Période                                  | Période   | Identité              | Étiquette | Qualité                                          |
| ---------------------------------------- | --------- | --------------------- | --------- | ------------------------------------------------ |
| av.1860                                  | ?         | Jean-François Émerard |           |                                                  |
| mars 1995                                | mars 2001 | Marcel Bourit         |           |                                                  |
| mars 2001                                | mars 2008 | Gabriel Rousset       |           |                                                  |
| mars 2008                                | En cours  | René Porretta         | SE        | Ingénieur Président de la Communauté de Communes |
| Les données manquantes sont à compléter. |           |                       |           |                                                  |

### Jumelages
Au 8 juillet 2021, Oytier-Saint Oblas est jumelée avec la commune italienne de Castelliri.

## Population et société

### Démographie
L'évolution du nombre d'habitants est connue à travers les recensements de la population effectués dans la commune depuis 1793. Pour les communes de moins de 10 000 habitants, une enquête de recensement portant sur toute la population est réalisée tous les cinq ans, les populations de référence des années intermédiaires étant quant à elles estimées par interpolation ou extrapolation. Pour la commune, le premier recensement exhaustif entrant dans le cadre du nouveau dispositif a été réalisé en 2005.

En 2022, la commune comptait 1 733 habitants, en évolution de +6,65 % par rapport à 2016 (Isère : +3,07 %, France hors Mayotte : +2,11 %).
| 1793 | 1800 | 1806 | 1821 | 1831 | 1836 | 1841 | 1846 | 1851 |
| ---- | ---- | ---- | ---- | ---- | ---- | ---- | ---- | ---- |
| 658  | 626  | 710  | 754  | 804  | 864  | 931  | 913  | 969  |

| 1856 | 1861 | 1866 | 1872 | 1876 | 1881 | 1886 | 1891 | 1896 |
| ---- | ---- | ---- | ---- | ---- | ---- | ---- | ---- | ---- |
| 857  | 845  | 869  | 841  | 821  | 785  | 746  | 744  | 686  |

| 1901 | 1906 | 1911 | 1921 | 1926 | 1931 | 1936 | 1946 | 1954 |
| ---- | ---- | ---- | ---- | ---- | ---- | ---- | ---- | ---- |
| 652  | 651  | 613  | 570  | 555  | 522  | 527  | 480  | 493  |

| 1962 | 1968 | 1975 | 1982 | 1990  | 1999  | 2005  | 2006  | 2010  |
| ---- | ---- | ---- | ---- | ----- | ----- | ----- | ----- | ----- |
| 503  | 550  | 558  | 686  | 1 022 | 1 353 | 1 509 | 1 506 | 1 581 |

| 2015  | 2020  | 2022  | - | - | - | - | - | - |
| ----- | ----- | ----- | - | - | - | - | - | - |
| 1 621 | 1 684 | 1 733 | - | - | - | - | - | - |

### Enseignement
La commune est rattachée à l'académie de Grenoble (Zone A).

### Activités et manifestations
- La fête du Cheval[19].
- Festival du Tonton www.festival-du-tonton.com

## Culture et patrimoine

### Lieux et monuments

#### Chapelle Saint-Jean-Baptiste
Situé au Péage de Septème (chemin Saint-Jean), la chapelle Saint-Jean-Baptiste fait l'objet d'une inscription partielle au titre des monuments historiques par arrêté du 27 septembre 1954. L'élément protégé est sa porte remarquable.

#### Autres monuments
- Vestiges de la motte castrale de Mont Guillaume, du XIe siècle, peut-être sur le site d'un oppidum romain. Dans la basse cour se trouve une pierre plate, indiquée par la tradition comme pierre à sacrifices d'époque gauloise ou romaine[21].
- À l'ouest du hameau Saint-Oblas se trouve la « Grande Maison » : maison forte de XIIIe siècle, propriété de l'abbé de Bonnevaux en 1250, elle a été remaniée plusieurs fois dans les siècles suivantes[21].
- L'église paroissiale consacrée à Saint-Barthélemy construite en 1874 sur l'emplacement de l'ancien cimetière le mobilier intérieur date sûrement de la fin du XIXe siècle ou peut-être du début du XXe siècle.

### Personnalités liées à la commune
- Renée Bernard (1906-2004), artiste peintre.

### Héraldique
| Blason de Oytier-Saint-Oblas | Blason  | Écartelé, au premier d'or à une croix de gueules sur un besant d'argent, au deuxième d'azur à un mont de sinople, au troisième d'azur à un besant d'or et au quatrième d'or à un dauphin de sinople crété de gueules ; à un écusson de sinople en abîme chargé de huit tourteaux de gueules mis en orle. |
| Blason de Oytier-Saint-Oblas | Détails | Le statut officiel du blason reste à déterminer. |